# Tache café au lait
 Mise en garde médicale
Les taches café au lait ou macules café au lait sont des taches de naissance plates et pigmentées. Le nom café au lait fait référence à leur couleur brun clair. Elles sont également appelées « taches de girafe » ou « taches de la côte du Maine », ce qui fait référence à leurs bordures déchiquetées.
Les taches café-au-lait sont causées par une collection de mélanocytes producteurs de pigments dans l'épiderme de la peau.
Ces taches sont généralement permanentes et peuvent croître ou augmenter en nombre au fil du temps.
Les taches de café au lait sont souvent inoffensives mais peuvent être associées à des syndromes tels que la neurofibromatose de type 1 ou le syndrome de McCune–Albright.

## Causes

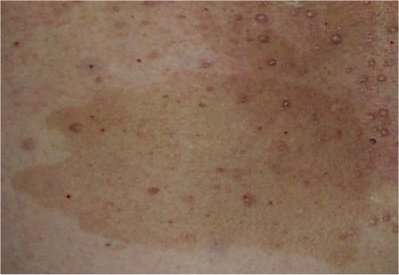
Tache café-au-lait dans le cadre d'une Neurofibromatose type

Les taches café-au-lait peuvent provenir de causes diverses et indépendantes, :
- Ataxie télangiectasie
- Syndrome de nævus basocellulaire
- Lésion cutanée congénitale bénigne
- Syndrome de Bloom
- Syndrome de Chédiak–Higashi
- Nævus mélanocytaire congénital
- Anémie de Fanconi
- Maladie de Gaucher
- Syndrome de Hunter
- Syndrome de Jaffe-Campanacci (en)
- Syndrome de Legius (en)
- Syndrome de Maffucci (en)
- Ils peuvent être causés par le vitiligo dans le rare syndrome de McCune–Albright[7].
- Syndrome de névromes muqueux multiples (en)
- Avoir au moins six taches café-au-lait de plus de 5 mm de diamètre avant la puberté, ou plus de 15 mm de diamètre après la puberté, est une caractéristique diagnostique de la neurofibromatose de type I (NF-1), mais d'autres caractéristiques sont nécessaires pour diagnostiquer NF-1[3]. De multiples taches café-au-lait, familiales, peuvent être observées sans pour autant porter le diagnostic de NF-1[8].
- Syndrome de Noonan
- Syndrome de Silver-Russell
- Sclérose tubéreuse de Bourneville
- Syndrome de Watson
- Syndrome de Wiskott-Aldrich

## Diagnostic

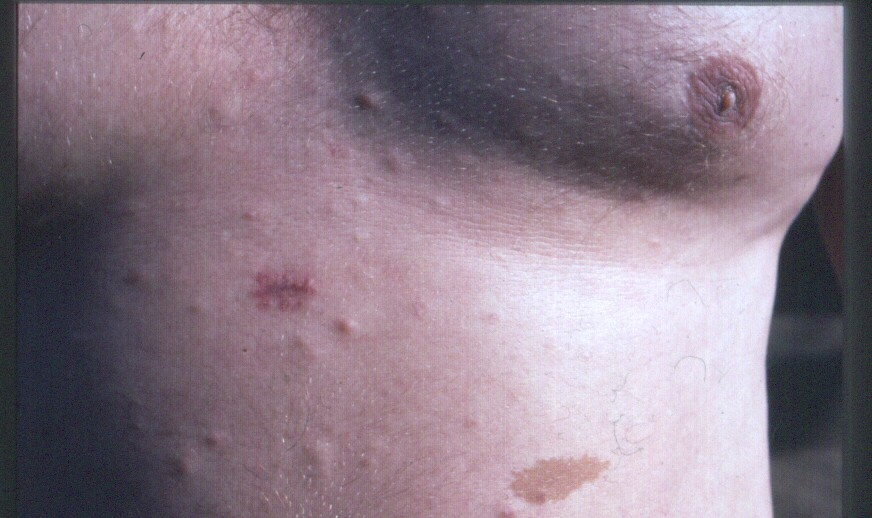
Tache café-au-lait, en bas, à droite du centre, dans le cadre d'une Neurofibromatose type I

Le diagnostic est visuel avec mesure des dimensions de la tache. Le nombre de taches peut avoir une signification clinique pour le diagnostic de troubles associés, tels que la neurofibromatose de type I. Six taches ou plus d'au moins 5 mm de diamètre chez les enfants prépubères et d'au moins 15 mm chez les individus postpubères sont l'un des principaux critères diagnostiques de la NF1.

## Pronostic
Les taches café-au-lait sont généralement présentes à la naissance, permanentes, et peuvent augmenter en taille ou en nombre avec le temps. 
Les taches café-au-lait sont elles-mêmes bénignes et ne causent ni maladie ni problème. Cependant, elles peuvent être associées à des syndromes tels que la neurofibromatose de type 1 et le syndrome de McCune–Albright. 
Les dimensions et la forme des taches peuvent varier en termes de description. Dans la neurofibromatose de type 1, les taches ont tendance à être décrites comme ovoïdes, avec des bords lisses. Dans d'autres troubles, les taches peuvent être moins ovoïdes, avec des bords dentelés. Dans la neurofibromatose de type 1, les taches ont tendance à ressembler à la « côte de Californie » plutôt qu'à la « côte du Maine », ce qui signifie que les bords sont plus lisses et plus linéaires.

## Traitement
Les taches café-au-lait peuvent être enlevées avec des traitements lasers ; les résultats sont variables car les taches ne sont souvent pas complètement supprimées ou peuvent réapparaître après le traitement. Souvent, un point de test est d'abord traité pour aider à prédire la probabilité de réussite du traitement